# Cuba (Novo México)
Cuba é uma vila localizada no estado americano de Novo México, no Condado de Sandoval.

## Demografia
Segundo o censo americano de 2000, a sua população era de 590 habitantes.
Em 2006, foi estimada uma população de 636, um aumento de 46 (7.8%).

## Geografia
De acordo com o United States Census Bureau tem uma área de 3,3 km², dos quais 3,3 km² cobertos por terra e 0,0 km² cobertos por água. Cuba localiza-se a aproximadamente 2226 m acima do nível do mar.

## Localidades na vizinhança
O diagrama seguinte representa as localidades num raio de 40 km ao redor de Cuba.